# Kurunegala
Kurunegala (en singhalais : කුරුණෑගල ; en tamoul : குருணாகல்) est la capitale de la province du Nord-Ouest (Sri Lanka) et le Chef-lieu du district de Kurunegala, à 94 km au nord-est de la capitale Colombo et à 42 km à l'ouest de Kandy. La ville est peuplée de près de 29 000 habitants.